# Macromidia genialis
Macromidia genialis (лат.) — вид насекомых из отряда стрекоз (возможно, из семейства Synthemistidae).

## Распространение
Ареал включает следующие страны Юго-Восточной Азии: Индонезию, Лаос, Малайзию, Мьянму, Таиланд. Обитают в лесах и у воды. Предпочитают высоты до 600 м. МСОП присвоил виду охранный статус «Вызывающие наименьшие опасения» (LC).

## Подвиды
Выделяют подвиды, например, Macromidia genialis buusraaensis Kosterin, 2018.